# Kettes szánkó az 1998. évi téli olimpiai játékokon
Az 1998. évi téli olimpiai játékokon a szánkó kettes versenyszámát február 13-án rendezték. Az aranyérmet a német Stefan Krauße, Jan Behrendt összeállítású páros nyerte meg. A versenyszámban nem vett részt magyar páros.

## Eredmények
A verseny két futamból állt. A két futam időeredményének összessége határozta meg a végső sorrendet. Az időeredmények másodpercben értendők. A futamok legjobb időeredményei vastagbetűvel olvashatóak.
| Helyezés | Csapat                                                            | 1.     | 2.     | Össz.    |
| -------- | ----------------------------------------------------------------- | ------ | ------ | -------- |
| Arany    | Németország (GER)-1 · Stefan Krauße · Jan Behrendt                | 50,592 | 50,513 | 1:41,105 |
| Ezüst    | Egyesült Államok (USA)-1 · Chris Thorpe · Gordy Sheer             | 50,634 | 50,493 | 1:41,127 |
| Bronz    | Egyesült Államok (USA)-2 · Mark Grimmette · Brian Martin          | 50,716 | 50,501 | 1:41,217 |
| 4.       | Ausztria (AUT) · Tobias Schiegl · Markus Schiegl                  | 50,846 | 50,575 | 1:41,421 |
| 5.       | Olaszország (ITA)-1 · Kurt Brugger · Wilfried Huber               | 50,897 | 50,871 | 1:41,768 |
| 6.       | Olaszország (ITA)-2 · Gerhard Plankensteiner · Oswald Haselrieder | 51,084 | 50,833 | 1:41,917 |
| 7.       | Ukrajna (UKR)-1 · Ihor Urbanszkij · Andrij Muhin                  | 51,262 | 50,706 | 1:41,968 |
| 8.       | Németország (GER)-2 · Steffen Skel · Steffen Wöller               | 51,408 | 50,816 | 1:42,224 |
| 9.       | Oroszország (RUS)-1 · Danyil Csaban · Viktor Knyejb               | 51,370 | 51,023 | 1:42,393 |
| 10.      | Oroszország (RUS)-2 · Albert Gyemcsenko · Szemjon Kolobajev       | 51,515 | 51,041 | 1:42,556 |
| 11.      | Ukrajna (UKR)-2 · Oleh Avgyejev · Danilo Pancsenko                | 51,413 | 51,275 | 1:42,688 |
| 12.      | Svédország (SWE) · Anders Söderberg · Bengt Walden                | 51,725 | 51,137 | 1:42,862 |
| 13.      | Lettország (LAT)-1 · Roberts Suharevs · Dairis Leksis             | 51,281 | 51,970 | 1:43,251 |
| 14.      | Japán (JPN) · Szaszaki Acusi · Takahasi Kei                       | 51,541 | 51,835 | 1:43,376 |
| 15.      | Lengyelország (POL) · Piotr Orslowski · Robert Mieszała           | 52,062 | 51,445 | 1:43,507 |
| 16.      | Románia (ROU) · Ion Cristian Stanciu · Liviu Cepoi                | 52,289 | 52,986 | 1:45,275 |
| 17.      | Lettország (LAT)-2 · Juris Vovčoks · Māris Lēģeris                | 53,969 | 52,586 | 1:46,555 |